# Врача вызывали?
«Врача вызывали?» — советский художественный полнометражный цветной фильм, снятый режиссёром Вадимом Гаузнером в 1974 году на киностудии «Ленфильм».

## Краткое содержание
Воспитанница детдома и выпускница медицинского института Катя Лузина (Наталья Попова) начинает свою трудовую деятельность как участковый врач-терапевт в обычной поликлинике № 8. Несмотря на сложности, скептическое отношение больных к молодому доктору, она становится отличным врачом и получает приглашение работать в клинике у знаменитого профессора Медведева (Леонид Броневой).

## В ролях
- Наталья Попова — Катя Лузина
- Александр Овчинников — Сергей Петрович, молодой хирург (озвучивал Олег Борисов)
- Леонид Броневой — Леонид Сергеевич Медведев, профессор, заведующий терапевтической клиникой
- Олег Басилашвили — Пётр Иванович, главврач поликлиники № 8
- Майя Булгакова — Глафира Васильевна, пенсионерка
- Роман Ткачук — председатель цехкома
- Михаил Екатерининский — дедушка Геннадия, больной
- Сергей Мучеников — Геннадий Терёхин, музыкант в ресторане
- Пантелеймон Крымов — председатель товарищеского суда
- Нина Мамаева — эпизод
- Фёдор Одиноков — эпизод
- Павел Панков — Александр, привередливый больной на дому
- Вера Титова — больная-симулянтка
- Олег Хроменков — Вася, больной после операции
- Пётр Лобанов — пострадавший
- Нина Ольхина — жена больного
- Людмила Аринина — опытная медсестра
- Зоя Фёдорова — Мария Иосифовна
- Сергей Свистунов — эпизод
- Анатолий Столбов — пострадавший
- Владимир Казаринов — эпизод
- Владимир Ляхов — врач
- В. Жебелева — эпизод
- Сергей Дворецкий — эпизод (нет в титрах)
- Станислав Соколов — эпизод

## Съёмочная группа
- Режиссёр: Вадим Гаузнер
- Автор сценария: Израиль Меттер
- Оператор: Олег Куховаренко
- Композитор: Олег Каравайчук
- Художник-постановщик: Владимир Гасилов

## Цитаты из фильма
Профессору клиники, которого играет Леонид Броневой, принадлежат следующие высказывания:
- «Необходимость судить о себе — это как раз то, что отличает человека от других млекопитающих»
- «Смертельно раненого Александра Сергеевича Пушкина нынче выходил бы рядовой скромный добросовестный врач!»